# IC 3895
IC 3895 ist eine Spiralgalaxie vom Hubble-Typ Sb im Sternbild Jagdhunde am Nordsternhimmel. Sie ist schätzungsweise 329 Millionen Lichtjahre von der Milchstraße entfernt und hat einen Durchmesser von etwa 80.000 Lichtjahren. Gemeinsam mit IC 3892 bildet sie das (optische) Galaxienpaar Holm 487 oder KPG 360.
Im selben Himmelsareal befinden sich u. a. die Galaxien IC 3879, IC 3888, IC 3893, IC 3897.
Die Typ-Ia-Supernova NAME AT 2016ccl wurde hier beobachtet.
Das Objekt wurde am 21. März 1903 von Max Wolf entdeckt.